# Айас
Айас (Аяс, тур. Ayas, арм. Այաս, фр. Layas, итал. La Giazza, Laiazzo) — город-порт на побережье Средиземного моря в Киликии, в современном районе Юмурталык турецкого ила Адана. В Средние века — крупнейший порт Киликийского армянского царства и один из центров международной торговли; был известен как «Золотой порт Армении» или «Золотой порт многих кораблей».

## Античность
В древности носил имя Эгея (др.-греч. Αιγαί ή Αιγαιαί). Ввиду экономической и стратегической значимости города за него боролись Византия, Рим, Парфия, Армения. Для Юлия Цезаря это было место стратегической важности для проникновения в Сирию, как и для поздней Римской империи в борьбе против парфян. Во времена императора Нумериана (283—284) здесь претерпел мученичество Фалалей, святой православной церкви. Это, вероятно, был также родной город святых Космы и Дамиана (IV век).

## Средние века
Айас имел важнейшее значение для роста и расширения Киликийского царства. Почти весь бюджет Киликии составляли доходы с Айаса. Через порт шли такие товары, как драгоценности, шерсть, кожа, металлы разного рода, вооружения, экзотические специи и многое другое. В Айасе имелись великолепные мастера, которые создавали роскошные украшения. Здесь вели торговлю купцы из Испании, Франции, Англии, Персии, Индии, Китая, Аравии. Особую роль играли итальянцы — представители Генуи, Венеции, Пизы; в Средние века город был известен под итальянским именем Лайяццо (итал. Lajazzo). Многие из генуэзских и венецианских торговцев утвердились в коммерческих районах Айаса. При короле Левоне II Великолепном (1198—1219) вышел закон, по которому итальянцы могли иметь собственные рынки, исповедовать свою религию и подлежали собственному суду.
Охрана и защита порта были первичной целью царей Киликии из династий Рубенидов, Хетумидов и Лузиньянов. Падения Антиохии (1268) и Акры (1291) увеличили важность Айаса как центра международной торговли.
В 1271 году венецианцы Николо, Маффео и Марко Поло отбыли из Айаса через Сивас в Мосул, а далее через Персию и Среднюю Азию — в Китай. По словам Марко, в Айасе можно было приобрести любой вид специй, шелковистой ткани и другие товары из Средней Азии и с Дальнего Востока. Русские меха, на которые был большой спрос в Европе в те времена, импортировались по сухопутному маршруту Судак—Синоп—Кайсери к порту Айас и уже оттуда — в Европу. Другой очень важный торговый маршрут на знаменитом Шёлковом пути связывал Айяс с Тебризом. Из Тебриза шли специи (гвоздика, мускатный орех, имбирь и корица), драгоценные камни (главным образом бирюза и рубины), жемчуг, ляпис-лазурь, каспийский шёлк, янтарь, дорогие ткани и другое.
Марко Поло сообщает, что Айас — «город хорошей и большой торговли». В своей «Книге» он рассказывает:

«У армян есть город в море, которое называют Лайас, где происходит большая торговля, поэтому, Вы должны знать, все виды специй, шелковистых и плетших золотом товаров и других драгоценных товаров принесённых отовсюду в этот город. Торговцы Венеции и Генуи и других стран приезжают в это место, чтобы продать и купить товары. И кто бы не желал путешествовать на Восток, так или иначе станет торговцем этого города».

В 1275 году Айас отразил атаку египетских мамлюков. В 1289 году по соглашению с царём Хетумом II генуэзский адмирал Бенедетто Дзаккариа получил участок в айасской гавани. Спустя некоторое время близ Айаса возникла вторая генуэзская морская база Портус-Палорум. В 1294 году вблизи порта состоялось морское сражение между генуэзцами и венецианцами, в которой Генуя одержала победу. Некоторые учёные считают, что Марко Поло был взят в плен в этом сражении.

### Падение города
В течение XIII и XIV столетий Айас несколько раз переходил от армян к мусульманам. Из-за того, что Айас конкурировал с портом в Александрии, мамлюки несколько раз атаковали город. В 1337 году султан ан-Насир Мухаммед захватил город, но затем вернул его по мирному соглашению. В конце концов, 25 мая 1347 года мамлюки окончательно захватили город и разрушили его.